# Виносады
Виносады (словац. Vinosady, нем. Terling, венг. Terlény) — деревня и одноимённая община в районе Пезинок Братиславского края Словакии. Расположена в юго-западной Словакии в северовосточной части края, в долине Малых Карпат.
Находится примерно в 2 км к северо-востоку от города Пезинок и в 23 км от столицы страны г. Братислава.

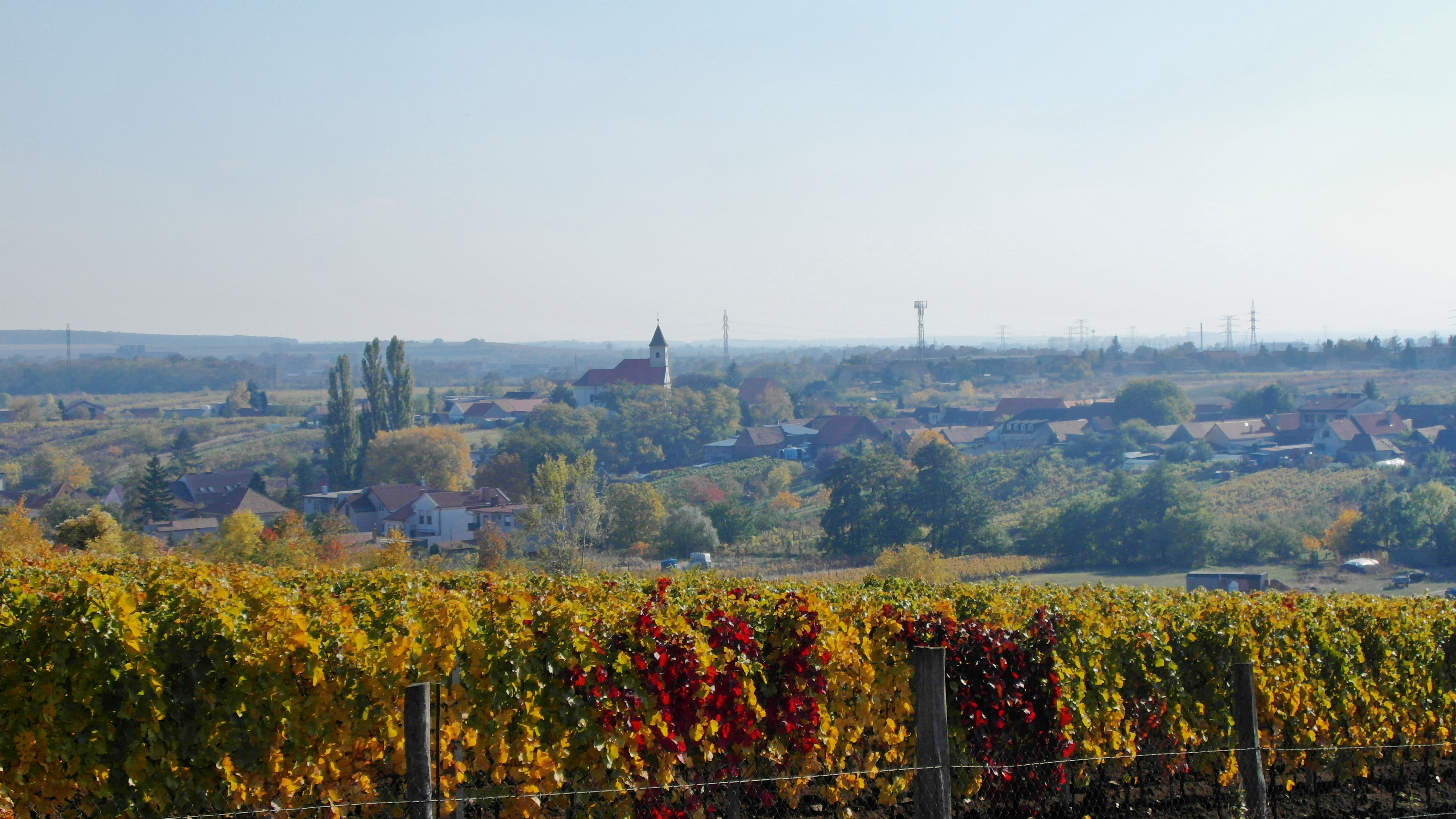
Панорама деревни

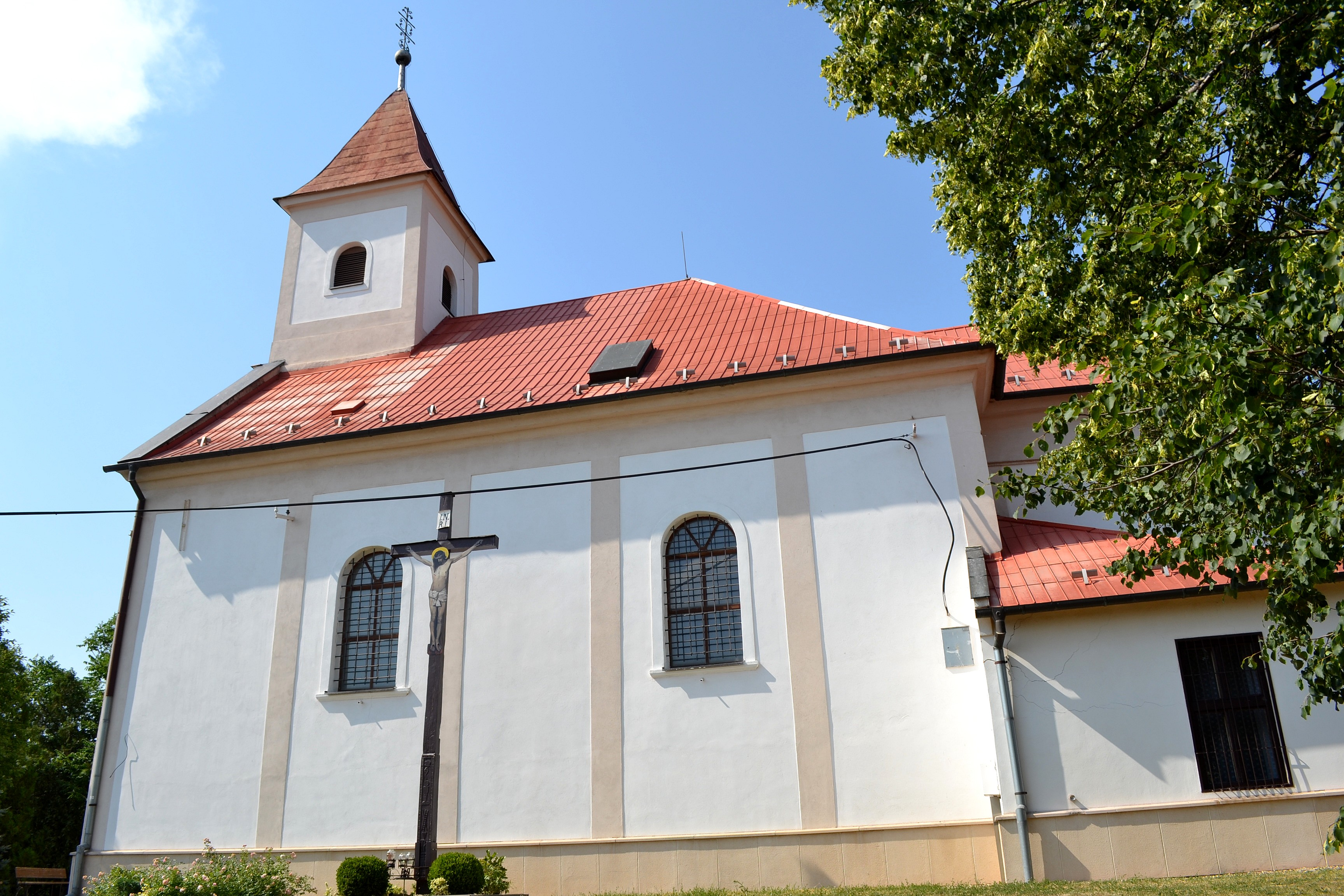
Костёл св. Мартина

Площадь — 5,15 км². Высота 179 м.

## История
Впервые упоминается в 1208 году. До 1948 года называлась Трлинок. Основана в 1964 году путём слияния деревень Вельке-Трлинок и Мале-Трлинок, название буквально означает «виноградники» на немецком языке и относится к многочисленным виноградникам в деревне и её окрестностях.

## Население
| Год:                | 1994 | 2004     | 2014     | 2024     |
| ------------------- | ---- | -------- | -------- | -------- |
| Количество человек: | 842  | 1049     | 1276     | 1657     |
| Разница:            |      | +24,58 % | +21,63 % | +29,85 % |

По состоянию на конец 2022 года население составляло 1 546 человек. Плотность — 300,19 чел/кв.км.